# Salvatore Aquino
Salvatore Aquino (Marina di Gioiosa Ionica, 29 febbraio 1944 – Marina di Gioiosa Ionica, 18 febbraio 2025) è stato un mafioso italiano della 'ndrangheta, capobastone degli Aquino.

## Biografia
Negli anni 1970 la 'ndrina entra in conflitto con i Mazzaferro, anch'essi di Marina di Gioiosa Jonica per il contrabbando di sigarette e scoppia una faida. È stato coinvolto nella creazione e gestione di un laboratorio di eroina a Rota d'Imagna in Provincia di Bergamo scoperto nel 1990.
Dopo la seconda guerra di 'ndrangheta diventa uno dei membri della Commissione interprovinciale. Viene arrestato il 13 febbraio 1999 a Marina di Gioiosa Jonica e viene condannato a 15 anni di reclusione per associazione mafiosa e traffico internazionale di droga nel processo Nord-Sud a Milano.